# Błądkowo
Błądkowo est une localité polonaise de la gmina mixte de Dobra, située dans le powiat de Łobez en voïvodie de Poméranie-Occidentale. Elle se situe à environ 22 km à l'ouest de la ville de Łobez et 52 km à l'est de la capitale régionale Szczecin.

## Géographie

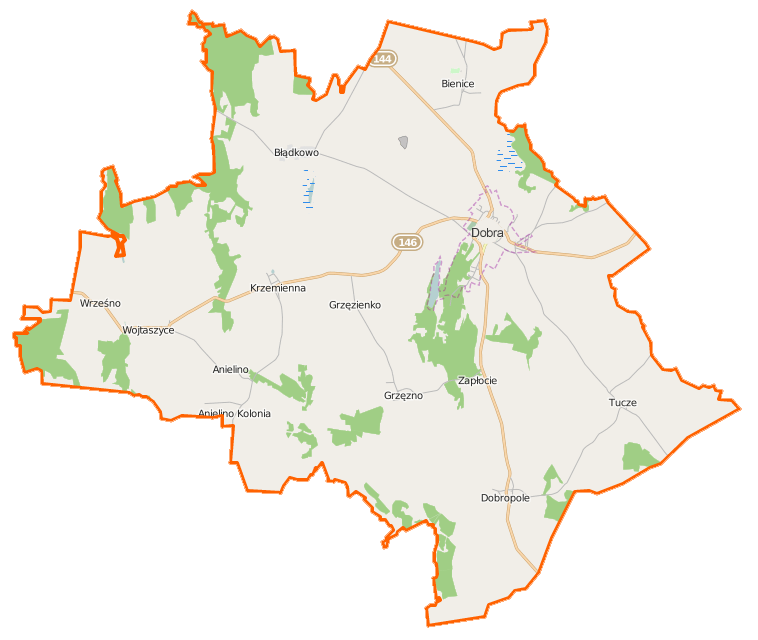
Carte de la gmina de Dobra.